# Liegi-Bastogne-Liegi 1923
La Liegi-Bastogne-Liegi 1923, tredicesima edizione della corsa, fu disputata il 3 giugno 1923 per un percorso di 218 km. Fu vinta dal belga René Vermandel, giunto al traguardo in 7h25'15" alla media di 29,377 km/h, precedendo i connazionali Jean Rossius e Félix Sellier. 
Dei 24 ciclisti alla partenza coloro che portarono a termine la gara al traguardo di Liegi furono 22.

## Ordine d'arrivo (Top 10)
| Pos. | Corridore                 | Squadra                   | Tempo                     |
| ---- | ------------------------- | ------------------------- | ------------------------- |
| 1    | René Vermandel            | Alcyon                    | 7h25'15"                  |
| 2    | Jean Rossius              | La Française              | s.t.                      |
| 3    | Félix Sellier             | Alcyon                    | s.t.                      |
| 4    | Laurent Seret             | -                         | s.t.                      |
| 5    | 8 ciclisti a s.t. ex æquo | 8 ciclisti a s.t. ex æquo | 8 ciclisti a s.t. ex æquo |